# Winnipeg
Pour les articles homonymes, voir Winnipeg (homonymie).
Winnipeg (prononcé : /winipɛɡ/ ; prononcé en anglais : /ˈwɪnɪpɛɡ/) est une ville canadienne, capitale de la province du Manitoba et septième ville au niveau national en nombre d'habitants. Située à la confluence des rivières Rouge et Assiniboine, protégée des crues par le canal de dérivation de la rivière Rouge, elle est l'un des plus grands marchés aux grains du monde.
À 65 % anglophone, Winnipeg abrite cependant une communauté francophone, essentiellement regroupée dans le quartier de Saint-Boniface, dont elle représente environ 30 % de la population. Lors du dernier recensement en 2021, la ville comptait 749 607 habitants.

## Géographie
Winnipeg est établie à la confluence de la rivière Rouge avec l'Assiniboine sur la rive occidentale que l'on nomme la Fourche de Winnipeg, et avec la Seine sur la rive orientale.
Afin d'éviter les inondations périodiques qui ont affecté la ville de Winnipeg, lors des crues de la rivière Rouge, un canal de dérivation de la rivière Rouge, construit dans les années soixante, détourne une partie des eaux de la rivière Rouge ainsi qu'une partie de celles de la Seine. Un projet d'élargissement du canal est prévu afin d'augmenter le débit de celui-ci afin d'atteindre un débit de 4 000 mètres cubes par seconde au lieu de 2 550 mètres cubes actuellement.

## Histoire
En 1738, le Sieur de La Vérendrye fait construire le premier poste sur le site, Fort Rouge, qui est ensuite abandonné. D'autres postes sont construits dans la région de la rivière Rouge qui était disputée entre la compagnie du Nord-Ouest et la compagnie de la Baie d'Hudson. Fort Gibraltar construit par la compagnie du Nord-Ouest est renommé Fort Garry en 1822 lorsqu'il devient le centre de la région. Il est reconstruit après la crue dévastatrice de 1826 et devient la résidence du gouverneur de la compagnie de la baie d'Hudson. En 1869 et 1870, Winnipeg connaît la rébellion de la rivière Rouge lorsque les métis menés par Louis Riel s'opposent à la prise de contrôle par les nouveaux arrivants de l'Est amenés par le chemin de fer et négocièrent l'entrée du Manitoba dans la confédération en 1870. Le 8 novembre 1873, Winnipeg est incorporée comme ville, adoptant ce nom trois ans plus tard.
Entre les années 1890 et 1920, le Manitoba jouit d'une expansion économique forte, rappelée par la sculpture du Golden Boy de Georges Gardet sur le dôme du palais législatif, qui tient d'une main un épi de blé et de l'autre une torche.
La ville actuelle de Winnipeg fut créée par l'incorporation de plusieurs cités de banlieue, une organisation qui subit ensuite des ajustements mineurs. À cause du terrain plat inondable, la législation décourage l'urbanisation hors des limites de la ville qui est donc entourée de champs.

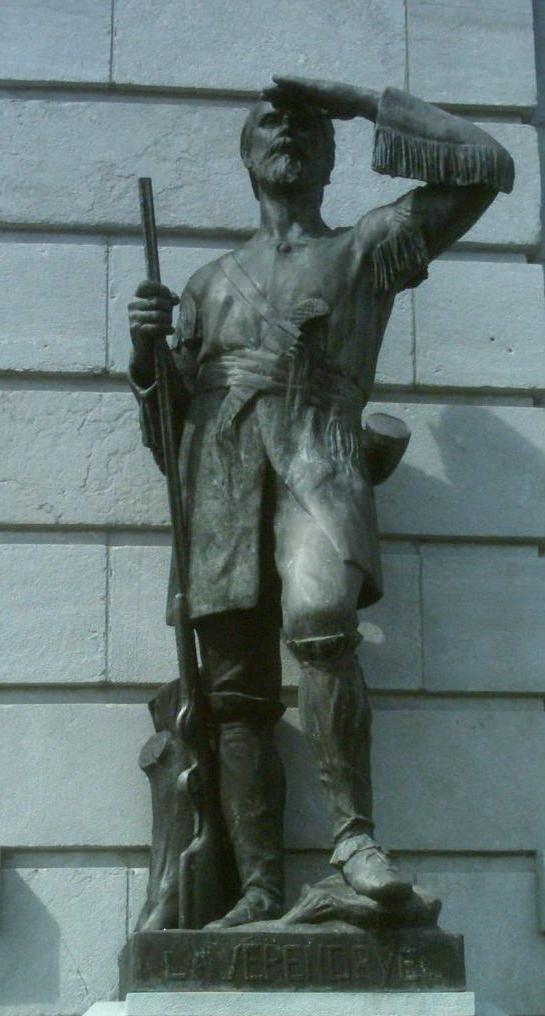
Le Sieur de La Vérendrye est à l'origine de Winnipeg.

### Héraldique
| Unum cum virtute multorum |
| ------------------------- |

| L'écu se blasonne ainsi : De sinople à une anémone pulsatille (Pulsatilla patens) tigée au naturel, au chef d’azur soutenu d’une divise d’or chargé de treize étoiles du même. |

La devise UNUM CUM VIRTUTE MULTORUM est en latin: Celui qui a la force de beaucoup.

## Démographie
Selon le recensement de 2011, la ville compte 633 617 habitants, dits Winnipégois. On y trouve une petite communauté canadienne-française (les Franco-Manitobains), notamment dans les quartiers de Saint-Boniface et de Saint-Vital, où l'on trouve d'importantes institutions francophones. Environ 5 % de la population de Winnipeg est de langue maternelle française. Après l'Ontario et le Nouveau-Brunswick, le Manitoba se classe troisième pour le nombre de francophones hors-Québec, mais loin derrière.
| 2001    | 2006    | 2011    | 2016    |
| ------- | ------- | ------- | ------- |
| 619 544 | 633 451 | 663 617 | 705 244 |

| 2021    | - | - | - |
| ------- | - | - | - |
| 749 607 | - | - | - |

## Politique et administration
La ville est administrée par un maire et un conseil municipal de 15 membres, élus pour un mandat de quatre ans. L'hôtel de ville, situé au 510 Main Street, a été inauguré en 1964.

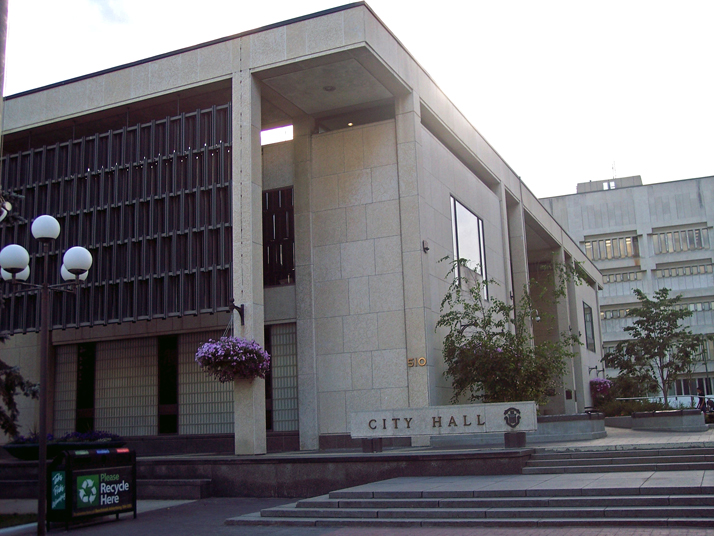
L'hôtel de ville de Winnipeg.

### Maires
| Période                                  | Période  | Identité         | Étiquette | Qualité |
| ---------------------------------------- | -------- | ---------------- | --------- | ------- |
| Les données manquantes sont à compléter. |          |                  |           |         |
| 1998                                     | 2004     | Glen Murray      |           |         |
| 2004                                     | 2014     | Sam Katz         |           |         |
| 2014                                     | 2022     | Brian Bowman     |           |         |
| 1er novembre 2022                        | En cours | Scott Gillingham |           |         |

## Urbanisme
Le centre-ville est situé autour du cœur historique de Winnipeg dans le quartier de La Fourche. La Fourche fut de tout temps un lieu de rencontre depuis des milliers d'années. Les Amérindiens, les trappeurs et coureurs des bois français, les Canadiens français, les métis puis les Anglo-Saxons s'établirent en ce lieu.

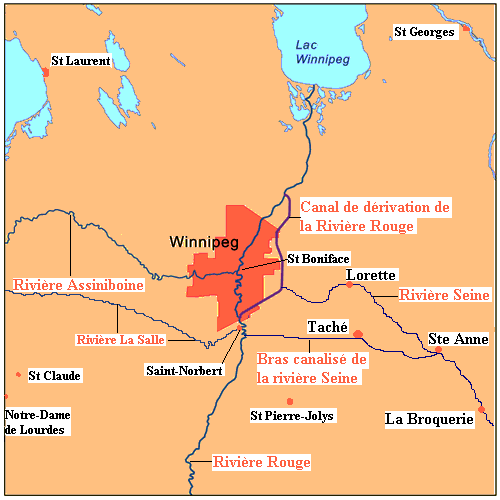
Carte des cours d'eau de la région de Winnipeg.

La Fourche est reliée au quartier francophone de Saint-Boniface par le pont Esplanade Riel du nom du personnage historique canadien Louis Riel. Un musée des Droits de l'homme, le Musée canadien des droits de la personne, fut édifié dans cet espace historique et central.

## Religions
64 % de la population de Winnipeg est chrétienne : 30 % sont catholiques, 8 % relève de l'Église unie et 4,5 % sont anglicans,. La ville est le siège de l'archidiocèse de Winnipeg, catholique tandis que les anglicans relèvent, pour leur part, du diocèse de Rupert's Land.

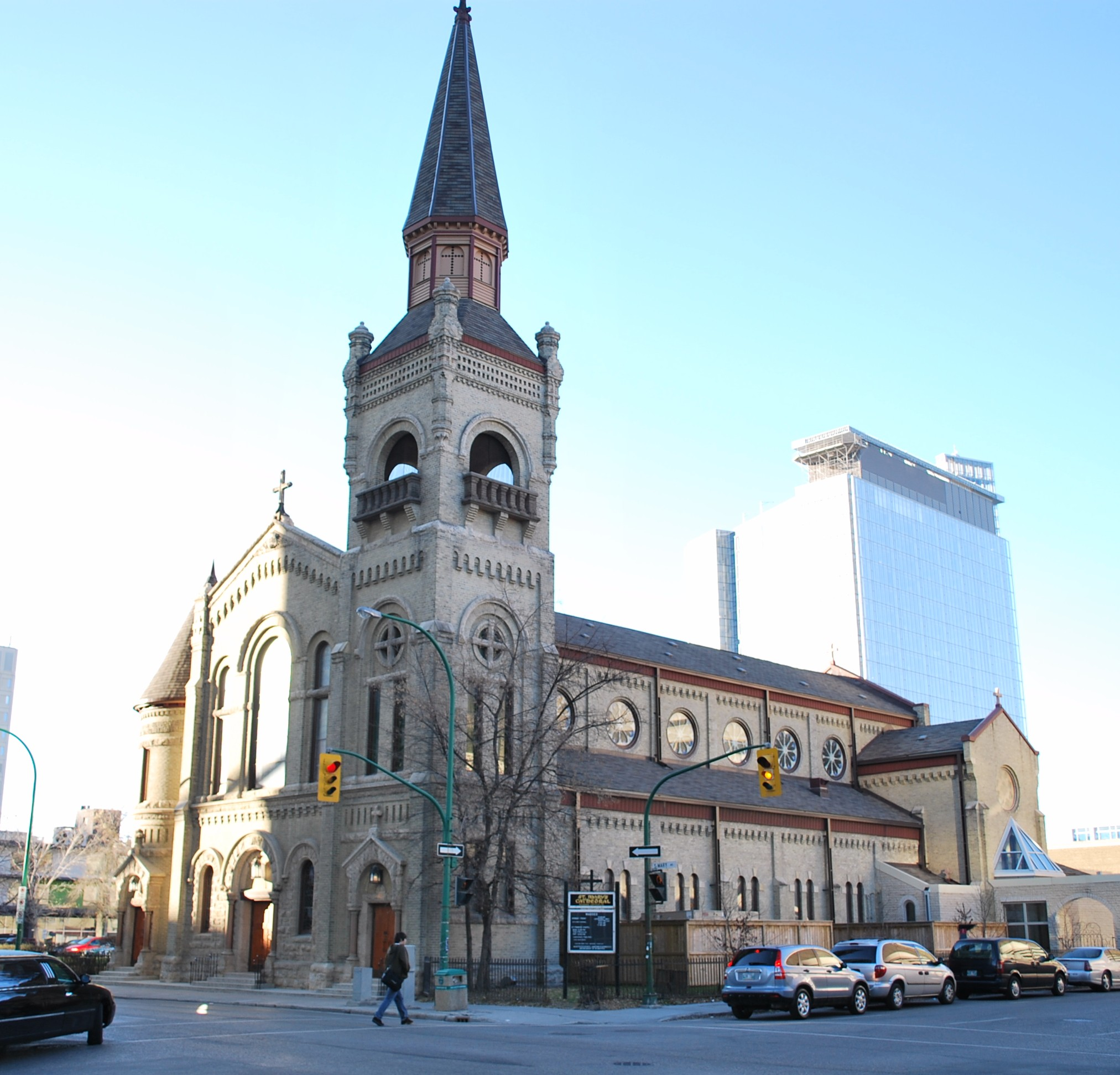
La cathédrale Sainte-Marie est le siège de l'archidiocèse de Winnipeg.

## Parcs nationaux situés à Winnipeg

### Parcs fédéraux
On retrouve 4 espaces protégés par le gouvernement du Canada dans la ville de Winnipeg :
- Lieu historique national de La Fourche
- Lieu historique national de Lower Fort Garry
- Lieu historique national de la Maison-Riel
- Lieu historique national du Presbytère - St. Andrew's

### Parcs provinciaux
Dans la région élargie de la ville de Winnipeg, on retrouve 23 parcs sous la juridiction du gouvernement du Manitoba :
- Beaver Creek Provincial Park
- Beaudry Provincial Park
- Birds Hill Provincial Park
- Camp Morton Provincial Park
- Duff Roblin Provincial Park
- Elk Island Provincial Park
- Grand Beach Provincial Park
- Hecla / Grindstone Provincial Park
- Hnausa Beach Provincial Park
- Lake St. George Provincial Park
- Lockport Provincial Heritage Park
- Lundar Beach Provincial Park

- Memorial Park
- Norris Lake Provincial Park
- Patricia Beach Provincial Park
- Pembina Valley Provincial Park

Le parc national provincial Grand Beach Provincial Park.

- River Road Provincial Heritage Park
- St. Ambroise Beach Provincial Park
- St. Norbert Provincial Heritage Park
- Stephenfield Provincial Park
- Trappist Monastery Provincial Heritage Park
- Watchorn Provincial Park
- Winnipeg Beach Provincial Park

## Économie
La Chambre de commerce de Winnipeg, fondée en 1873, réunit 2 000 membres et représente la voix des entreprises de la ville de Winnipeg,,.

## Climat
Winnipeg bénéficie d'un climat très continental avec des hivers froids et assez secs et des étés chauds et assez pluvieux (de type Dwb selon la classification de Koppen).
| Mois                                  | jan.       | fév.      | mars       | avril      | mai        | juin      | jui.      | août      | sep.      | oct.       | nov.       | déc.       | année            |
| ------------------------------------- | ---------- | --------- | ---------- | ---------- | ---------- | --------- | --------- | --------- | --------- | ---------- | ---------- | ---------- | ---------------- |
| Température minimale moyenne (°C)     | −21,4      | −18,3     | −10,7      | −2         | 4,5        | 10,7      | 13,5      | 12,1      | 6,4       | −0,5       | −9,2       | −17,8      | −2,7             |
| Température moyenne (°C)              | −16,4      | −13,2     | −5,8       | 4,4        | 11,6       | 17        | 19,7      | 18,8      | 12,7      | 5          | −4,9       | −13,2      | 3                |
| Température maximale moyenne (°C)     | −11,3      | −8,1      | −0,8       | 10,9       | 18,6       | 23,2      | 25,9      | 25,4      | 19        | 10,5       | −0,5       | −8,5       | 8,7              |
| Record de froid (°C) date du record   | −44,4 1877 | −45 1966  | −38,9 1873 | −27,8 1932 | −11,7 1907 | −6,1 1888 | 1,1 1972  | −1,1 1888 | −8,3 1899 | −20,6 1936 | −36,7 1875 | −47,8 1879 | −47,8 24/12/1879 |
| Record de chaleur (°C) date du record | 7,8 1942   | 11,7 1958 | 23,7 2012  | 34,3 1980  | 37,8 1934  | 38,3 1900 | 42,2 1936 | 40,6 1949 | 38,8 1983 | 31,1 2011  | 23,9 1975  | 11,7 1939  | 42,2 12/7/1936   |
| Ensoleillement (h)                    | 114,7      | 133,9     | 181,9      | 241,4      | 285,2      | 276,3     | 308,3     | 281,4     | 189       | 147,4      | 93,9       | 99,5       | 2 352,9          |
| Précipitations (mm)                   | 19,9       | 13,8      | 24,5       | 30         | 56,7       | 90        | 79,5      | 77        | 45,8      | 37,5       | 25         | 21,5       | 521,1            |
| dont neige (cm)                       | 23,7       | 12,5      | 16,5       | 10,6       | 2,6        | 0         | 0         | 0         | 0,3       | 4,8        | 19,9       | 23         | 113,7            |
| Nombre de jours avec précipitations   | 12,2       | 8         | 9,2        | 7,2        | 11,5       | 13,3      | 11,4      | 10,7      | 10,4      | 9,4        | 10,3       | 11,8       | 125,3            |
| Humidité relative (%)                 | 72,7       | 71,7      | 68,5       | 49,1       | 46,7       | 54,5      | 55,6      | 52,4      | 54,8      | 60,1       | 72         | 75,1       | 61,1             |
| Nombre de jours avec neige            | 12,4       | 7,7       | 7,4        | 2,9        | 0,56       | 0         | 0         | 0         | 0,11      | 2,3        | 8,6        | 11,5       | 53,5             |

| Diagramme climatique                                  |               |               |          |             |            |              |            |           |              |            |               |
| J                                                     | F             | M             | A        | M           | J          | J            | A          | S         | O            | N          | D             |
| −11,3−21,419,9                                        | −8,1−18,313,8 | −0,8−10,724,5 | 10,9−230 | 18,64,556,7 | 23,210,790 | 25,913,579,5 | 25,412,177 | 196,445,8 | 10,5−0,537,5 | −0,5−9,225 | −8,5−17,821,5 |
| Moyennes : • Temp. maxi et mini °C • Précipitation mm |               |               |          |             |            |              |            |           |              |            |               |

## Sport
| Équipe                   | Ligue                | Stade                         | Fondation                |
| ------------------------ | -------------------- | ----------------------------- | ------------------------ |
| Jets de Winnipeg         | LNH                  | Bell MTS Place                | 1979-1996 et depuis 2011 |
| Blue Bombers de Winnipeg | LCF                  | IG Field                      | 1930                     |
| Moose du Manitoba        | AHL                  | Bell MTS Place                | 2015                     |
| Goldeyes de Winnipeg     | American Association | Shaw Park                     | 1994                     |
| FC Manitoba              | USL League Two       | Ralph Cantafio Soccer Complex | 2010                     |

## Lieux et monuments
Une des plus anciennes représentations de Upper Fort Garry peut être aperçue sur une des peintures de Paul Kane.

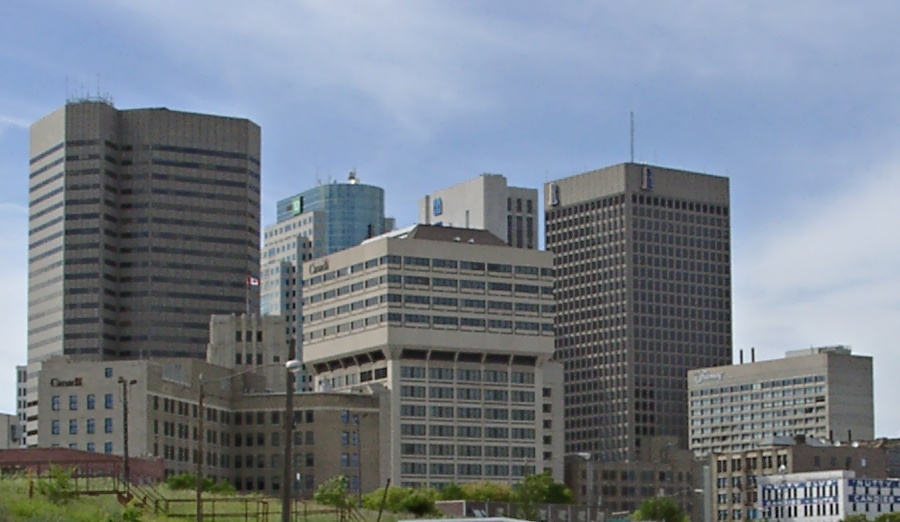
Winnipeg.
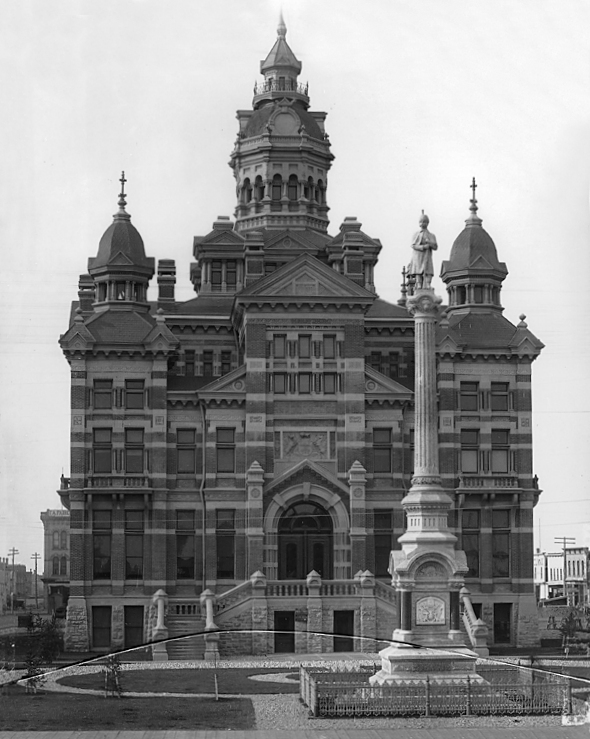
Hôtel de ville, 1873.
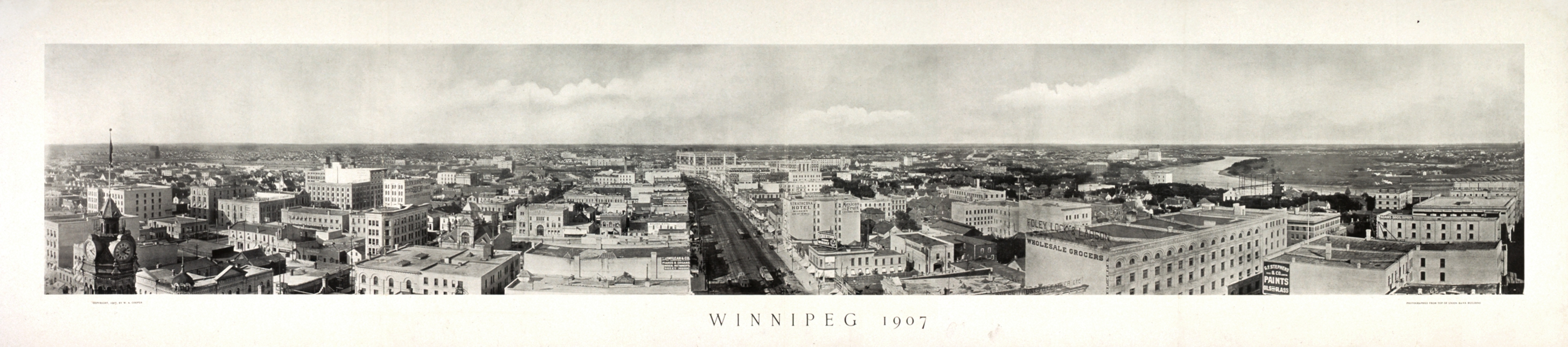
Winnipeg 1907.
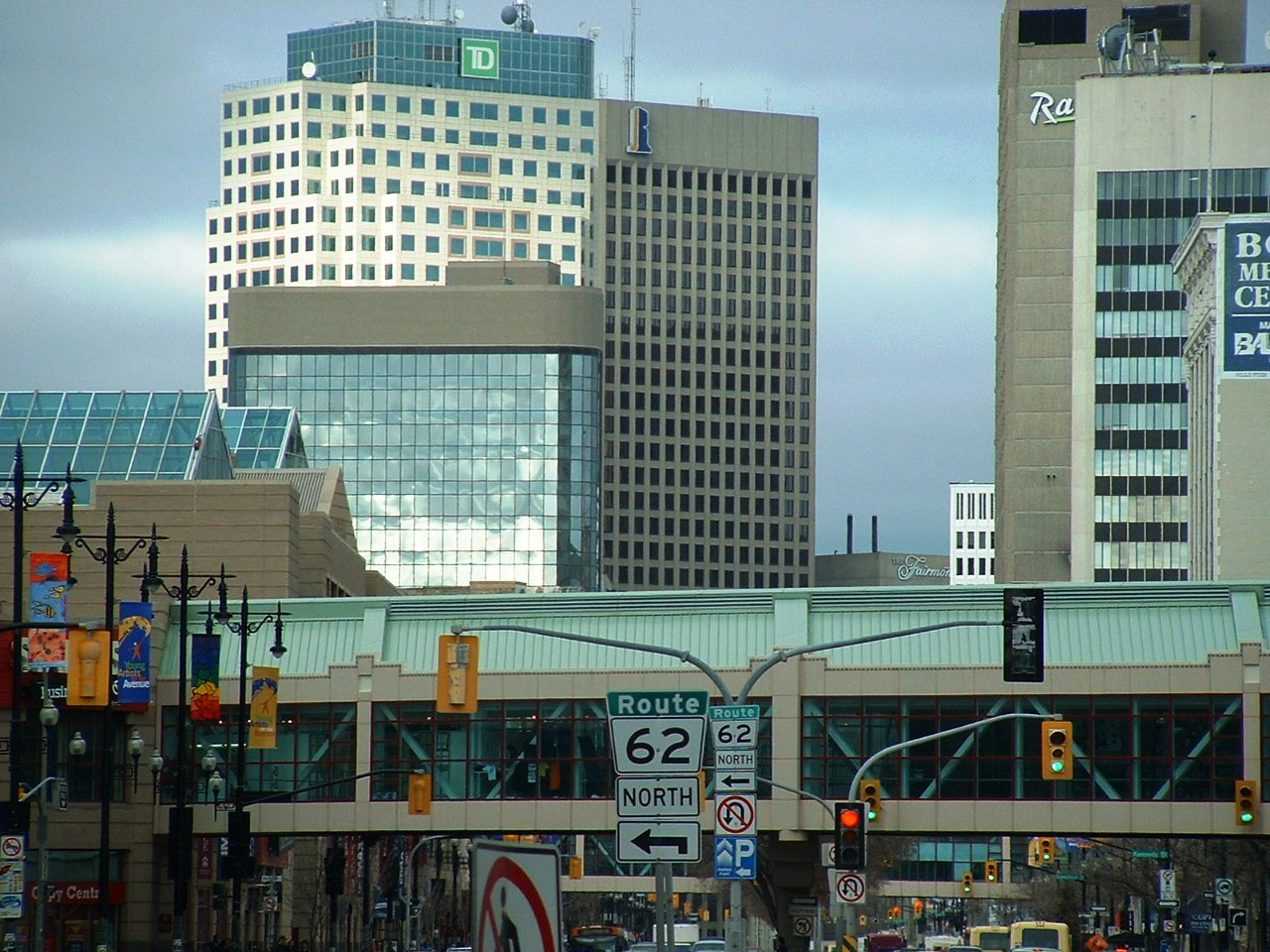
Portage de Saint-Boniface.
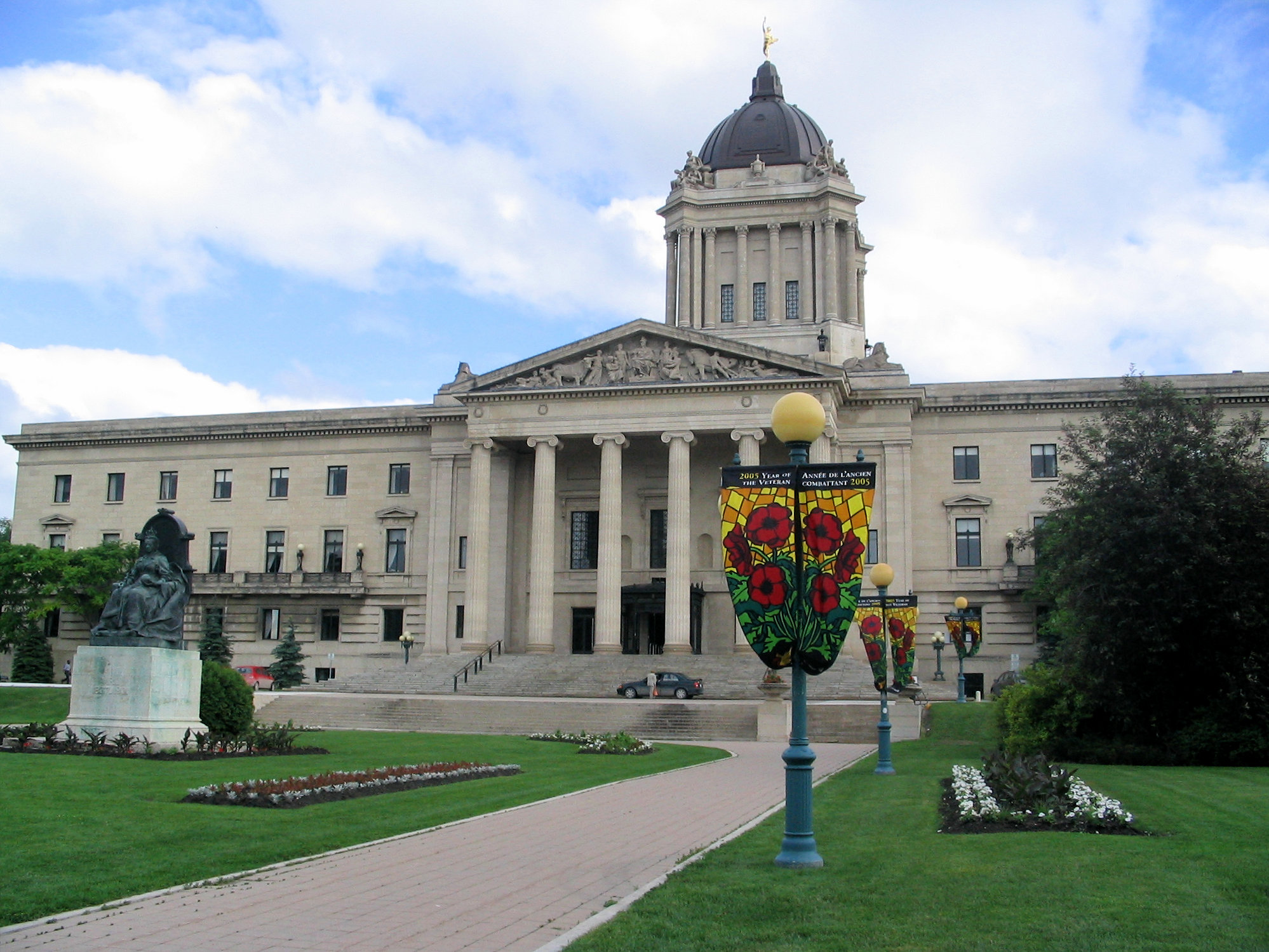
Assemblée législative du Manitoba.

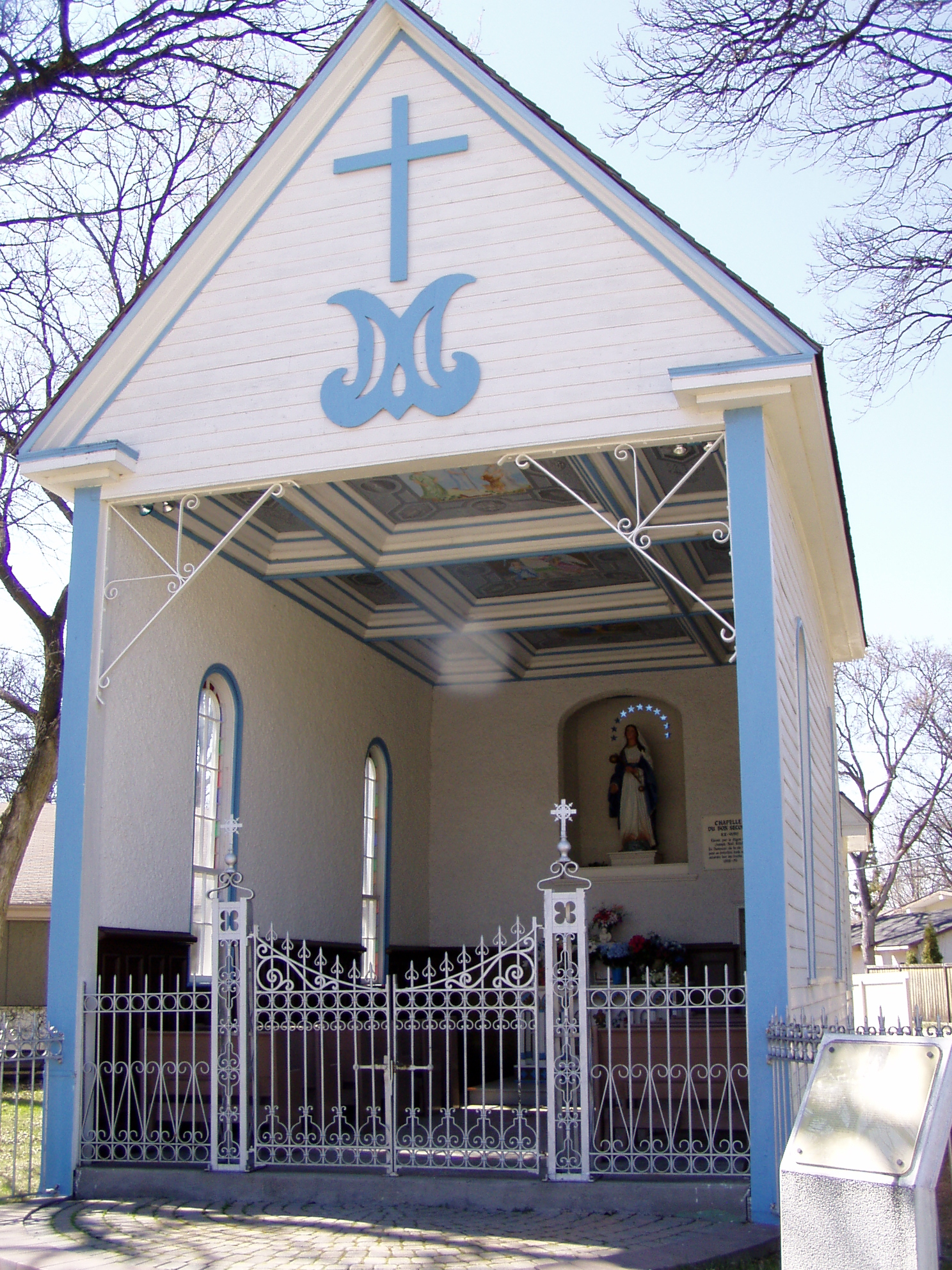
La Chapelle Notre-Dame-du-Bon-Secours à St. Norbert.
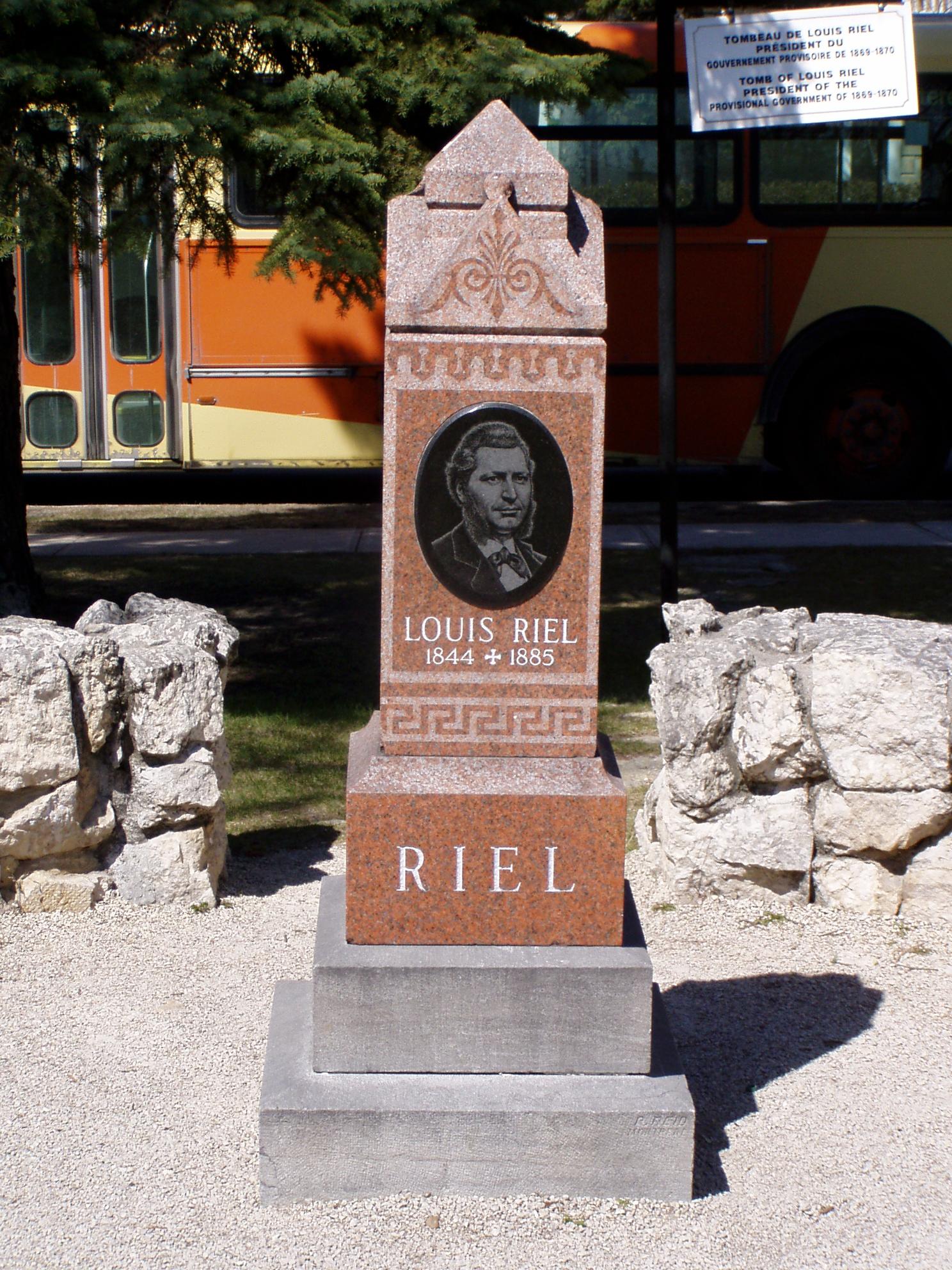
Tombeau de Louis Riel à la cathédrale Saint-Boniface.
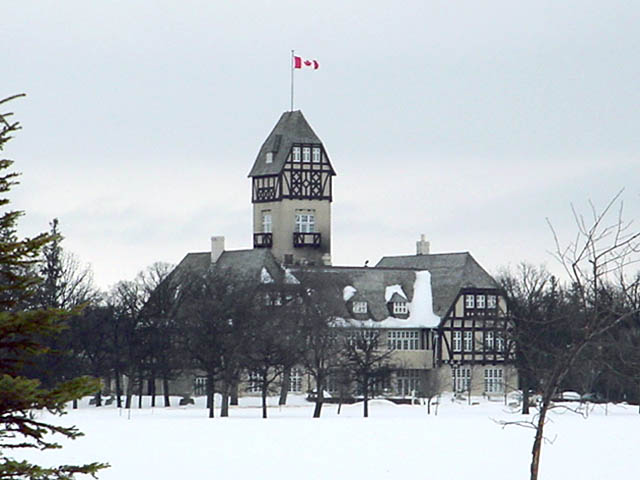
Parc Assiniboine : le Pavillon en hiver.
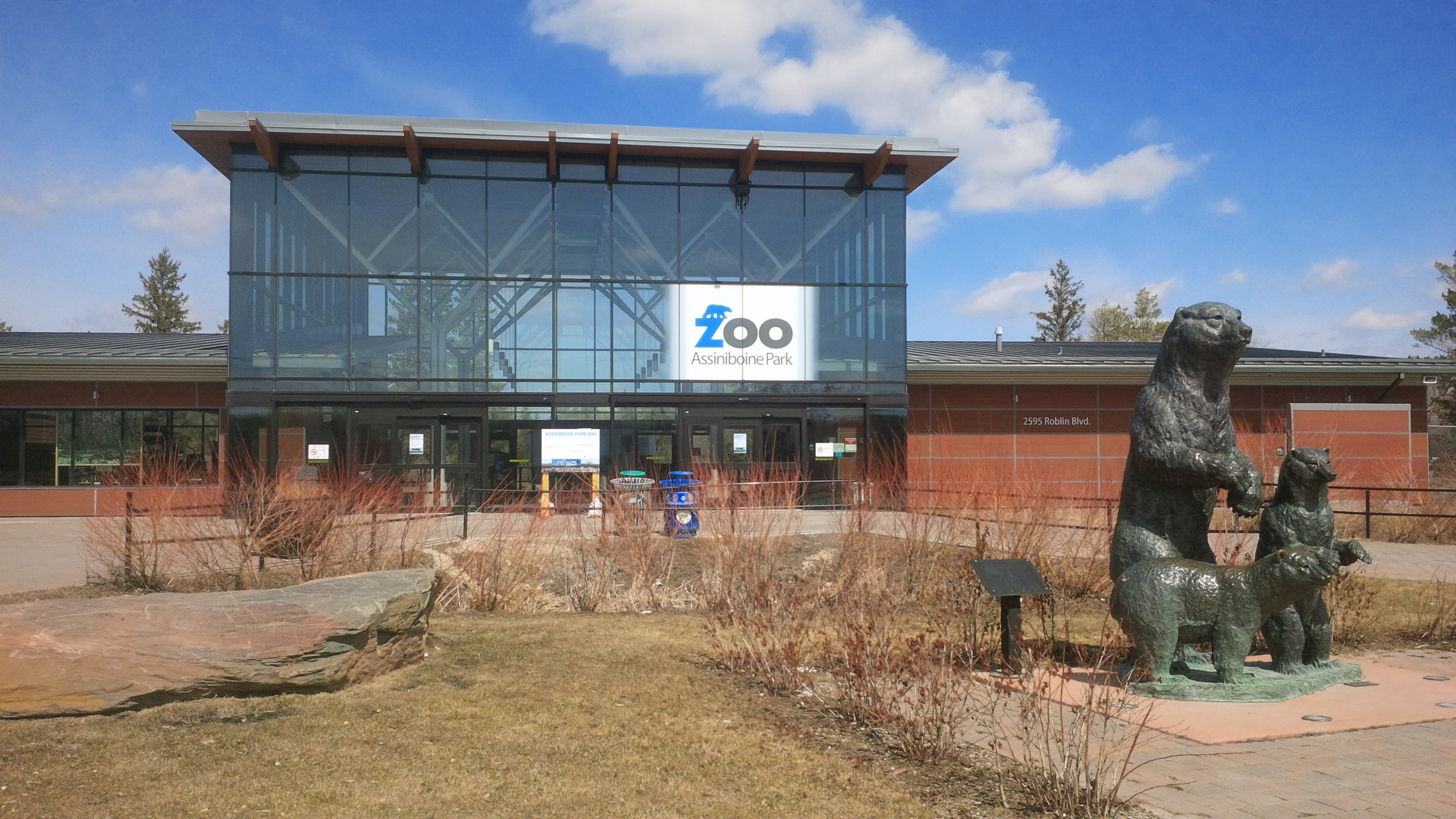
Zoo de Winnipeg.
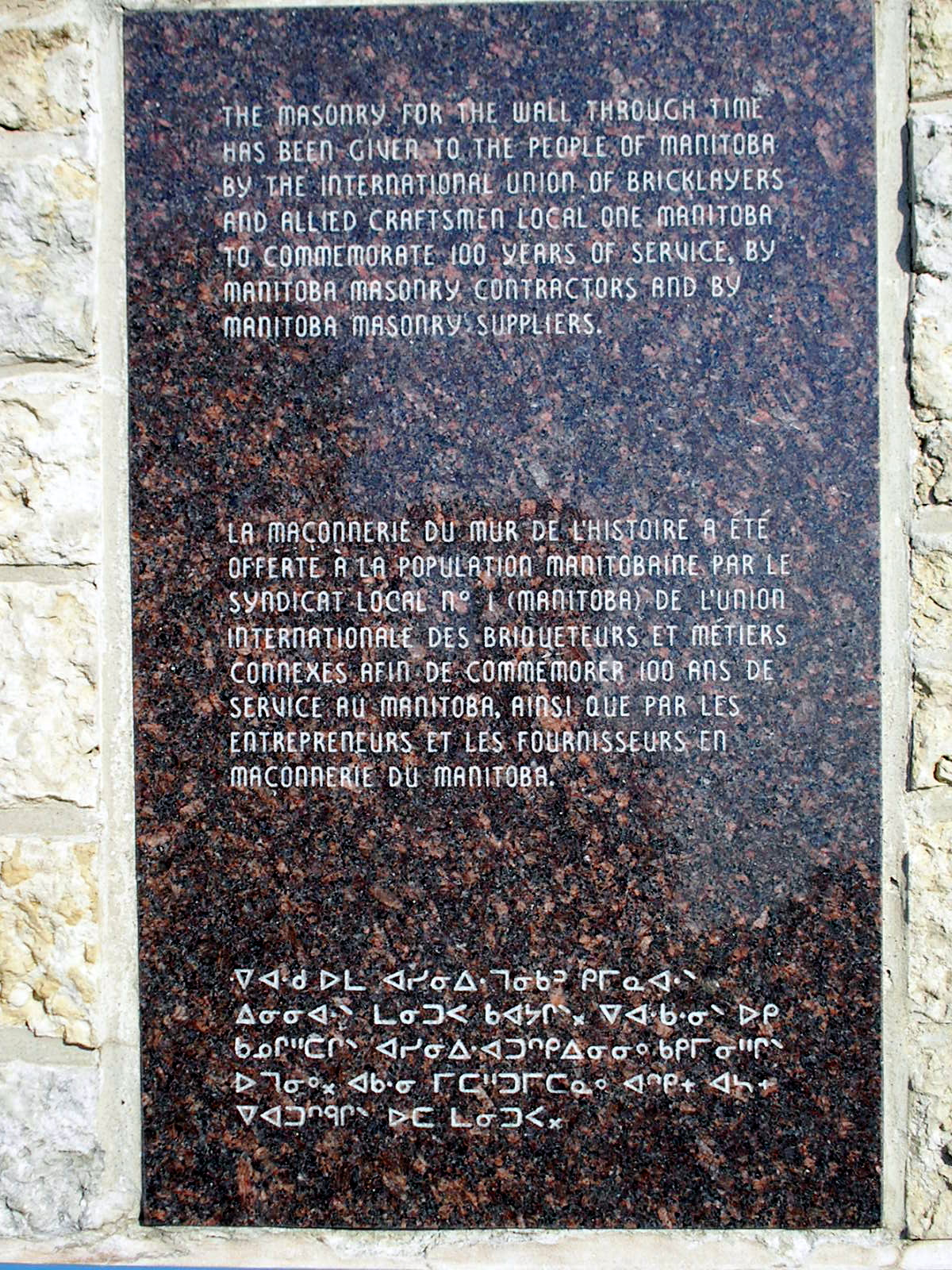
Plaque trilingue à Winnipeg.

### Bibliothèque
La bibliothèque municipale de Winnipeg abolit, au début de l'année 2021, les frais de retard tout en conservant les frais de non-retours. Cette initiative entraîne une réduction des emprunts tardifs.

## Jumelages
| Ville | Ville                       | Pays | Pays                         | Période                    |
| ----- | --------------------------- | ---- | ---------------------------- | -------------------------- |
|       | arrondissement de Setagaya, |      | Japon                        | depuis le 5 octobre 1970   |
|       | Beer-Sheva                  |      | Israël                       | depuis le 15 mai 1984      |
|       | Chengdu,                    |      | Chine                        | depuis le 25 février 1988  |
|       | Gan Yavné                   |      | Israël                       |                            |
|       | Jinju,                      |      | Corée du Sud                 | depuis le 1er avril 1991   |
|       | Kuopio                      |      | Finlande                     | depuis le 11 juin 1982     |
|       | Lviv,                       |      | Ukraine                      | depuis le 26 novembre 1973 |
|       | Manille                     |      | Philippines                  | depuis le 31 décembre 1979 |
|       | Minneapolis                 |      | États-Unis                   | depuis le 31 janvier 1973  |
|       | Reykjavik                   |      | Islande                      | depuis le 7 septembre 1971 |
|       | San Nicolás de los Garza    |      | Mexique                      | depuis le 23 juillet 1999  |
|       | Taichung                    |      | République de Chine (Taïwan) | depuis le 2 avril 1982     |
|       | Trapani                     |      | Italie                       |                            |

## Personnalités

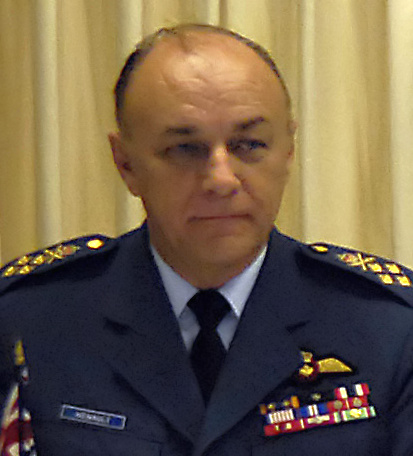
Le général Raymond Hénault.

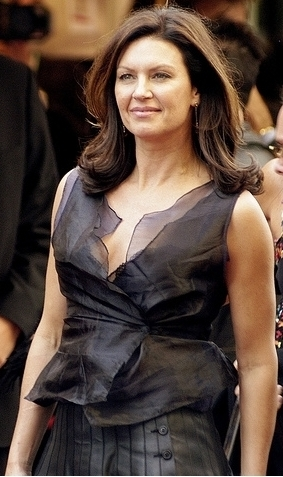
Wendy Crewson.

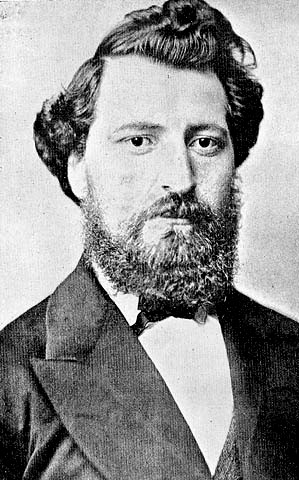
Louis Riel.

- Birane Hane, entrepreneur, investisseur et leader communautaire sénégalais
- Randy Bachman, guitariste du groupe The Guess Who.
- Rosemary Barton, journaliste politique canadienne pour CBC News Network.
- David Bergen, écrivain canadien
- Bif Naked (née Beth Torbert), chanteuse, y a vécu.
- Len Cariou, acteur.
- Crash Test Dummies, groupe qui en est originaire.
- Wendy Crewson, actrice de cinéma, de télévision et de théâtre.
- Jamie Cudmore, joueur de rugby à XV.
- Burton Cummings, voix et pianiste du groupe The Guess Who.
- Terry Fox, athlète et militant anti-cancer canadien, coureur du Marathon de l’Espoir.
- Rosalie Favell, photographe canadienne d'origine métisse
- Rolland Gaudet, universitaire qui a enseigné les mathématiques et la recherche opérationnelle à l'Université de Saint-Boniface.
- Daniel Gillies, acteur canado-néo zélandais.
- Mark Golden, historien canadien.
- Monty Hall, présentateur télé.
- Raymond Hénault, chef d'État-Major de la Défense du Canada de 2001 à 2005
- Clara Hughes, médaillée olympique en cyclisme et en patinage de vitesse.
- Chris Jericho, catcheur de la AEW.
- Duncan Keith, joueur de hockey évoluant pour les Blackhawks de Chicago dans la LNH.
- Kenny Omega, catcheur de la AEW.
- Jared MacLeod, athlète.
- Guy Maddin, cinéaste.
- David Matas avocat spécialisé dans les droits de l'homme.
- Pat Roy Mooney, écologiste.
- Ben Metcalfe journaliste.
- Walter Natynczyk, chef d'État-Major de la Défense du Canada de 2008 à 2012
- Peter Nygård, homme d'affaires, inculpé en décembre 2020 pour crimes sexuels.
- Anna Paquin, actrice.
- Roy Peterson, dessinateur caricaturiste.
- Louis Riel, homme politique canadien.
- Claire Rousay, musicienne.
- Gabrielle Roy, écrivaine canadienne.
- Adam Schriemer, joueur canadien de volley-ball.
- Patrick Sharp, joueur de hockey évoluant pour les Stars de Dallas dans la LNH.
- Carol Shields, écrivaine canadienne
- Venetian Snares, compositeur de musique électronique.
- Wally Stanowski, joueur professionnel de hockey sur glace.
- Terry Sawchuk, ancien gardien de but de la Ligue nationale de hockey.
- Tracy Spiridakos, actrice.
- Alexander Steen, joueur de hockey canado-suédois évoluant pour les Blues de Saint-Louis en LNH.
- Michelle Stilwell, athlète handisport et femme politique.
- The Wailin' Jennys groupe fondé à Winnipeg.
- Charles Thorson, dessinateur, créateur de personnages, auteur de livres pour enfants et illustrateur de BD.
- Jonathan Toews, joueur de hockey évoluant pour les Blackhawks de Chicago dans la LNH.
- Miriam Toews, écrivaine canadienne
- Andrew Unger, écrivain canadien
- Nia Vardalos, actrice, scénariste et productrice.
- Neil Young y a passé une partie de sa vie.